# Áttila de Carvalho
Áttila de Carvalho, conegut futbolísticament com a Áttila, (Rio de Janeiro, 16 de desembre de 1910 - ?) fou un jugador de futbol brasiler de les dècades de 1920 i 1930.

## Trajectòria
Començà la seva carrera a l'América de Rio de Janeiro, club amb el qual guanyà el campionat estatal de 1931. El 1933 fitxà pel Botafogo, club on guanyà els campionats de 1933 i 1934. Disputà vuit partits amb la selecció del Brasil, essent convocat pel Mundial de 1934.

## Palmarès
- Campionat carioca:
  - América: 1931
  - Botafogo: 1933, 1934